# 롤링 썬더 (영화)
《롤링 썬더》(영어: Rolling Thunder)는 미국에서 제작된 존 플린 감독의 1977년 심리 스릴러 영화이다. 윌리엄 더베인 등이 출연하였고, 노먼 T. 허먼 등이 제작에 참여하였다.

## 출연진
- 윌리엄 더베인
- 토미 리 존스
- 린다 헤인스
- 제임스 베스트
- 대브니 콜먼
- 루크 애스큐
- 제임스 빅터
- 캐시 예이츠
- 폴 A. 파테인

## 같이 보기
- 롤링 썬더 작전